# Болонская филармоническая академия
Болонская филармоническая академия (итал. Accademia Filarmonica di Bologna) в XVII—XVIII вв. — высшее музыкальное образовательное учреждение, одно из наиболее авторитетных в Европе.

## История
Болонская академия была основана в 1666 году графом Винченцо Мария Каррати (ум. в 1675 году) на основе более ранних городских музыкальных обществ («академий» в старинном смысле) — «Accademia dei Floridi» (1615), «Accademia dei Filomusi» (1624/25) и «Accademia dei Filaschisi» (1633). Предоставив в распоряжение Болонской академии дворец, принадлежавший его семье, граф Каррати приобрёл для академии также орган. Так как Болонья в те времена не являлась резиденцией какого-либо правителя или владетельного князя, Болонская академия была приравнена по своему рангу к придворной капелле.
Первые члены Академии должны были предварительно пройти серьёзный экзамен. Собрание их происходили дважды в неделю для совместного музицирования (esercizi), и по четвергам для прослушивания новых музыкальных произведений (conference). Раз в месяц проходили официальные, публичные представления. Первоначально Академия состояла из трёх секций: композиторов, певцов и музыкантов. Целью Академии было объединить в своих рядах всех лучших музыкантов Европы, согласно девизу графа Каррати Unitate melos. В 1721 году в Академии насчитывалось уже 300 членов. Среди наиболее известных членов (преподавателей, воспитанников и почётных членов) А. Корелли, А. П. Фабри, Д. Габриелли, падре Мартини (глава Академии с 1758 г.), Фаринелли, Н. Йомелли, Ф. М. Герардески, А. Гретри, И. Х. Бах, К. Диттерс фон Диттердорф, В. А. Моцарт (1770), М. С. Березовский и Й. Мысливечек (1771), Е. И. Фомин (1785). В XIX—XX веках почётными членами Академии (академиками-композиторами) избирались известнейшие деятели музыкальной культуры — Дж. Россини, О. Николаи, Дж. Верди, Р. Вагнер, Ж. Массне, К. Сен-Санс, Дж. Пуччини, Дж. Филд, Ф. Лист, Й. Брамс, А. Рубинштейн, Ф. Бузони, О. Респиги.
Музыкальная библиотека Академии, которой падре Мартини пожертвовал 17 тысяч томов и рукописей, относится к числу крупнейших музыкальных книгохранилищ в мире. Часть её в настоящее время находится в Городском музыкальном музее («Civico Museo Bibliografica Musicale») Болоньи.
В XIX веке влияние Болонской академии постепенно ослабело, во второй половине XIX в. она практически прекратила деятельность. В наши дни функционирует как концертная организация (преимущественно камерные концерты), устраивает музыковедческие конференции и музыкальные конкурсы. Работает архив и музей.